# Guangzhou Football Park
Das Guangzhou Football Park ist ein sich im Bau befindliches Fußballstadion im Stadtbezirk Panyu der chinesischen Stadt Guangzhou, Provinz Guangdong. Es sollte die neue Heimspielstätte des Fußballclubs Guangzhou Evergrande werden, bevor der Verein in finanzielle Schwierigkeiten geriet und aufgelöst wurde. 

## Geschichte
Die Bauarbeiten begannen im April 2020. Mit einer Kapazität von 100.000 Personen sollte es bei der Fertigstellung das größte Fußballstadion der Welt und eines der ersten fußballspezifischen Stadien in der Volksrepublik China sein. Mit einer Baufläche von 300.000 m² wäre es das flächenmäßig größte gewesen, welches es je gab. Die neue Heimstätte von Guangzhou Evergrande war Teil eines Bauprogramms, bei dem eine Reihe großer Fußballstadien im Land errichtet werden soll. Die Kosten für die Fertigstellung wurden bei Baubeginn auf 1,57 Milliarden Euro geschätzt.
Das ursprüngliche Design des Stadions war einer Lotosblume nachempfunden und stammte von dem Architekturbüro Gensler. Anfang Juli 2020 wurde ein geänderter Entwurf von Gensler veröffentlicht. Der neue, etwas schlichtere, Entwurf ist kantiger und nicht so farbenfroh wie die Blüte. Er erinnert an einen Diamant, um die Bedeutung von Panyu in der globalen Schmuckindustrie zu würdigen. Es sollten perforiertes Aluminium für die Belüftung, ETFE-Folie für den Tageslichtzugang und Photovoltaikglas für die Erzeugung sauberer Energie verbaut werden. Die neue Form hilft auch beim Sammeln von Regenwasser für den internen Stadiongebrauch. Der 12 Mrd. CNY teure Bau sollte nach Plan im Dezember 2022 übergeben werden.
Nach der Insolvenz der Evergrande Group, eines der größten Immobilienunternehmen Chinas und Eigentümer des Clubs Guangzhou Evergrande, wurde der Bau des Milliardenprojekts gestoppt. Die Baustelle liegt brach und alle Kräne wurden abgebaut. Der Guangzhou FC wird vorerst weiter im Tianhe-Stadion spielen. 2022 wurde das Projekt zunächst aufgegeben. Es wurde schließlich beschlossen, den Bau zu beenden, aber nun nach einem völlig anderen Entwurf. Die Kapazität wurde auf 73.000 Zuschauer reduziert, was das Stadion aber immer noch zum größten Fußballstadion Chinas machen soll. Die Arbeiten wurden im März 2024 wieder aufgenommen, die Fertigstellung ist für Ende 2025 geplant.